# Kadekal, Shimoga
Kadekal là một làng thuộc tehsil Shimoga, huyện Shimoga, bang Karnataka, Ấn Độ.